# Пиментель, Педро Антонио
Педро Антонио Пиментель-и-Чаморро (исп. Pedro Antonio Pimentel y Chamorro; 1830—1874) — доминиканский военный и политический деятель, 9-й президент страны после восстановления независимости. Также занимал должности губернатора провинции Сантьяго и министра обороны, был депутатом национального Парламента.

## Биография
Общественную деятельность начал во время борьбы за независимость Доминиканской Республики. До этого он был состоятельным фермером, поэтому имел значительные доходы. Один тысяча восемьсот шестьдесят три был арестован вместе с другими противниками испанской аннексии страны. После побега из тюрьмы искал убежища в Гаити. После начала национально-освободительной борьбы он сразу вступил в ряды революционных сил. После этого получил пост главнокомандующего Восточных сил.
10 февраля одна тысяче восемьсот шестьдесят четыре года стал губернатором Сантьяго, после чего отправился на помощь Гаспару Поланко, который теснил испанцев к морю. В январе 1865 Пиментель возглавил министерство обороны и был избран в Национальную ассамблею, которая собиралась на восставшей территории.
Был избран президентом 25 марта 1865. Одним из первых его распоряжений на посту главы государства стала ликвидация Военного совета и отставка Гаспара Поланко. Война была завершена во времена президентства Пиментеля.